# Ouville-la-Rivière
Ouville-la-Rivière – miejscowość i gmina we Francji, w regionie Normandia, w departamencie Sekwana Nadmorska.
Według danych na rok 1990 gminę zamieszkiwały 634 osoby, a gęstość zaludnienia wynosiła 100 osób/km² (wśród 1421 gmin Górnej Normandii Ouville-la-Rivière plasuje się na 374. miejscu pod względem liczby ludności, natomiast pod względem powierzchni na miejscu 582.).